# Campo di concentramento di Sonnenburg
(A.N.P.I.)
Il campo di concentramento di Sonnenburg (in tedesco Konzentrationslager Sonnenburg) è stato aperto in un vecchio carcere il 3 aprile 1933 per iniziativa del Ministero prussiano dell'Interno e della Giustizia, a Sonnenburg (oggi Słońsk), presso Küstrin an der Oder (oggi Kostrzyn nad Odrą).
Fu uno dei primi campi di concentramento nell'era della Germania nazista in cui furono, da subito, drammaticamente evidenti tutte le caratteristiche criminali di quell'universo concentrazionario, tanto che per i metodi brutali di tortura utilizzati divenne presto noto con il nome di Folterhölle (l'inferno della tortura). Le connotazioni delle violenze esercitate sui prigionieri durante la relativamente breve durata del campo (3 aprile 1933 - 23 aprile 1934) distinsero quel luogo anche circa dodici anni dopo, quando il 30 gennaio 1945 le SS e la Gestapo massacrarono in una sola notte 700 degli 840 membri dell'opposizione e della Resistenza, detenuti nel carcere dell'ex campo.

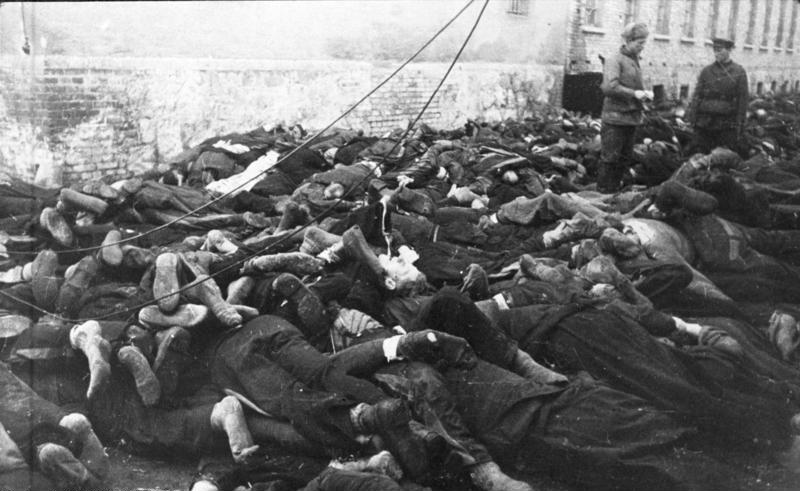
Soldati sovietici tra i prigionieri uccisi a Sonnenburg - marzo 1945.

## Storia

Simbolo del KPD, Kommunistische Partei Deutschlands, Partito Comunista di Germania, messo al bando dai nazisti nel 1933. Molti degli internati nel KZ Sonnenburg appartenevano al KPD.

Il campo di concentramento di Sonnenburg nacque su una struttura che era stata adibita precedentemente a carcere. «Il penitenziario era esclusivamente riservato agli assassini condannati a morte». Negli ultimi dieci anni di attività, il carcere registrò 560 morti, molti dei quali si erano suicidati, fu chiuso nel 1930 per le indecenti condizioni igieniche esistenti fino ad allora. L'acqua destinata al consumo umano, velenosa, e le pareti fredde, umide e fatiscenti delle celle, pidocchi ed altri parassiti erano state infatti la causa principale di epidemie di dissenteria, di influenza, tifo e tubercolosi tra la popolazione carceraria.
Il campo di concentramento che fu allestito sull'area dell'ex carcere, nel periodo 3 aprile 1933 - 23 aprile 1934, ospitò più di mille prigionieri in "custodia protettiva" (Schutzhäftlinge), per lo più comunisti. Fra gli internati ci fu anche il noto pacifista, poi nominato premio Nobel per la pace, Carl von Ossietzky. Un gruppo iniziale di 200 prigionieri arrivò il 4 aprile a Sonnenburg proveniente da Berlino, con un trasporto speciale su furgoni della polizia e scortati da 60 agenti. Un altro trasporto arrivò due giorni dopo, il 6 aprile, con altri 52 prigionieri. Gli altri prigionieri che giunsero al campo nelle settimane successive provenivano da «Berlino, Spandau, dalla prigione di Lehrter Straße, Alexanderplatz, Ploetzensee e da tutta la Germania». La popolazione degli internati, oltre i membri della resistenza tedesca comprese anche gli oppositori provenienti dai paesi occupati, fra cui anche quelli che furono deportati dall'Italia
«I prigionieri furono impiegati principalmente in fabbriche locali e fabbriche di munizioni nella vicina Lemierzycach (Limmritz). Le condizioni di lavoro, la cattiva alimentazione, la tortura e la mancanza di cure mediche furono causa tra i detenuti di epidemie mortali di influenza, tifo e tubercolosi».
Il campo si popolò in breve tempo anche di 150 nazisti «scelti fra i peggiori torturatori dei reggimenti delle SS», tra cui quelli provenienti da Francoforte sull'Oder. Il più folto gruppo di prigionieri giunto a Sonnenburg fu quello appartenente alla resistenza francese. Il 28 settembre 1942 giunsero al campo 877 cittadini francesi che rappresentò il più grande gruppo di prigionieri Nacht und Nebel. «Dal 1944 una parte consistente di prigionieri giunti a Sonnenburg come prigionieri Nacht und Nebel, furono trasferiti nei campi in Bielawa in Bassa Slesia (sotto il controllo del campo di concentramento di Gross-Rosen) e al vicino campo di concentramento di Sachsenhausen»
Le testimonianze dei prigionieri fuggiti, fra cui quella di un prigioniero che pubblicò un libretto nel 1934, raccontarono quali furono le brutali torture compiute in quel campo, violenze paragonabili solo a quelle delle inquisizioni medievali come l'uso di fruste d'acciaio, sbarre e sedie di ferro, per colpire i prigionieri.
Il campo fu improntato prevalentemente sulla tortura e fu organizzato per accogliere i nuovi arrivati in un clima di terrore. Il piano interrato est e l'ala ovest della prigione furono suddivisi in celle chiamate "camere di tortura". Ogni nuovo arrivato doveva trascorrere da due a tre settimane in quelle camere, luogo che i nazisti falsamente dichiaravano essere normali celle o dormitori. Ogni giorno fino a 30 detenuti furono "ospiti" di queste "camere".

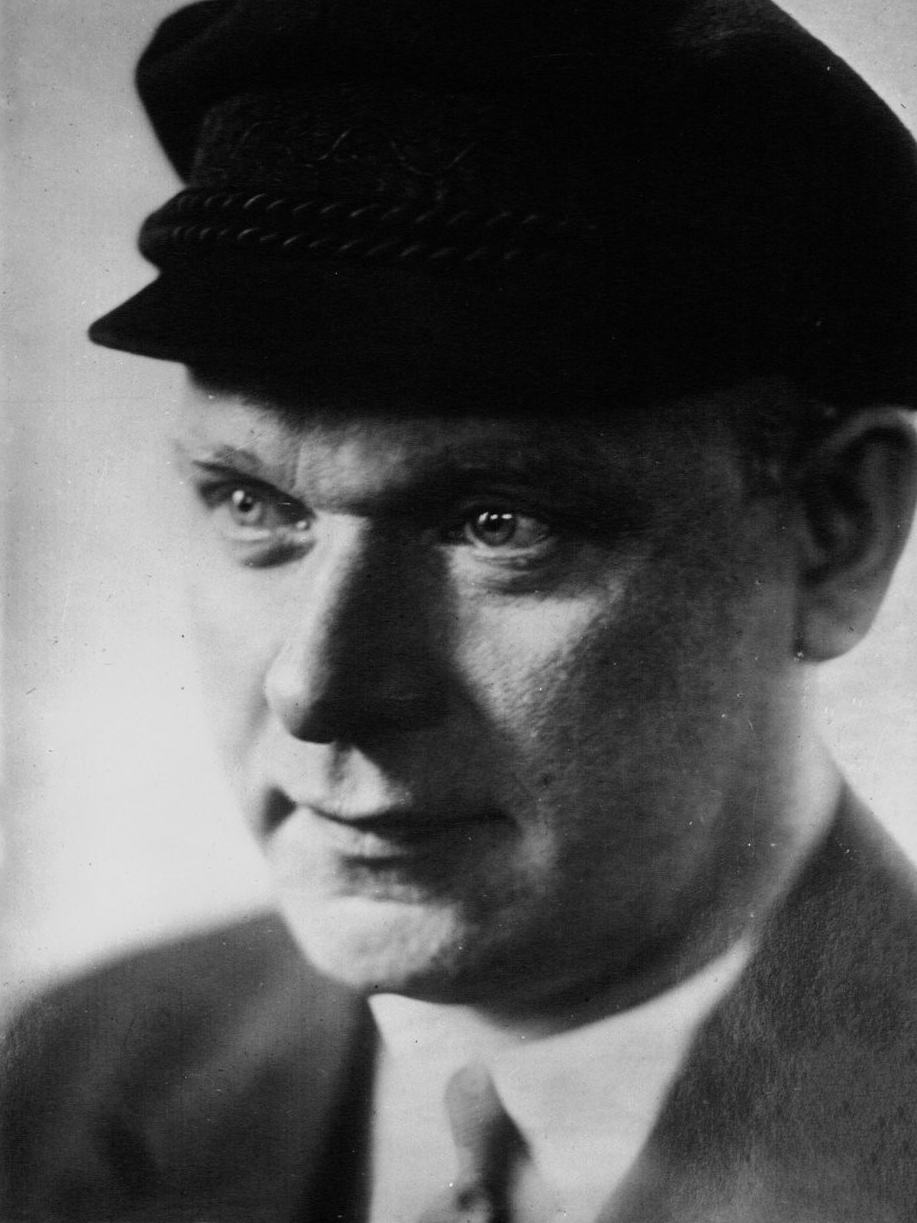
Ernst Thälmann nel 1932.

Appena arrivati i detenuti venivano trascinati nel cortile, presi a calci e picchiati finché non cadevano a terra logorati dal dolore, quindi, venivano assegnati ad una "camera di tortura" dove quel "trattamento" continuava, venivano infatti colpiti più volte con mazze e con pugni sui volti e sul corpo, fino a quando non sanguinavano. In quelle condizioni, venivano poi rinchiusi da soli nella "camera" e costretti a dormire per terra senza nessun giaciglio, solo poche volte «i nazisti "caritatevoli"» davano al torturato un po' di paglia. Dopo che i prigionieri, nei giorni a seguire, si erano ripresi dalle ferite, gli venivano assegnati pigiami da campo e quindi costretti a seguire un ordine estenuante di marcia forzata, finché non crollavano. Il primo dei marcianti a cadere, veniva preso a calci dal guardiano di turno con stivali chiodati ed accusato di fingere quello stato di svenimento. Se il "risveglio" del malcapitato, non avveniva, gli altri prigionieri dovevano rimuovere il corpo e portarlo sotto una pompa di acqua fredda finché non rinveniva incominciando a tossire. Il "programma" si ripeteva più volte, ricrollo e calci, pompa di acqua e rimarcia, il tutto fino a notte e al loro ritorno nelle proprie rispettive celle. Fu proprio dopo aver subito quei maltrattamenti, che molti prigionieri, stremati, avviliti e terrorizzati scelsero di morire, suicidandosi.
Il campo di concentramento fu chiuso il 23 aprile 1934. Dopo cinque anni, all'inizio della seconda guerra mondiale, nel 1939 e fino al 1945, il campo continuò di fatto a funzionare come campo di concentramento e di lavoro in cui venivano internati gli antitedeschi, o quelli considerati come tali, provenienti da tutti i territori occupati. Tra i detenuti di quel periodo ci furono combattenti della resistenza come Jean-Baptiste Lebas, Bjørn Egge e René Lefebvre, padre di monsignor Marcel Lefebvre, deceduto nel 1944 per le conseguenze della prigionia. Nel marzo 1945, fu l'Armata Rossa a conquistare e liberare Sonnenburg.
Il campo fu uno fra quelli che si distinsero nell'operazione Nacht und Nebel, che caratterizzò l'annientamento, attraverso l'internamento in campi di concentramento (e l'uso delle camere a gas) degli oppositori politici del regime nazista.

## The Sonnenburg Torture Camp- libro pubblicato nel 1934
(L'autore)
«Giuro sulla mia coscienza che le mie descrizioni sono fedeli fin nel dettaglio, che nulla è esagerato [...] è una tortura per me pensare ciò che i miei fratelli [...] stanno sopportando. Ma quando li ho lasciato, ho solennemente promesso che il mondo intero avrebbe ascoltato il loro grido di dolore». Incomincia così il libretto di questo testimone oculare evaso dal campo di Sonnenburg.
Il più noto degli inquisitori a Sonnenburg durante i mesi di agosto, settembre e ottobre era stato un nazista che si chiamava Adrian, proveniente dal campo di Hammerstein dal quale era stato «rimosso e privato dalla sua uniforme perché aveva ucciso diversi prigionieri politici». Nonostante tutto, era rimasto lo stesso sadico, infliggendo pene crudeli a prigionieri che erano sotto la sua supervisione. Diceva spesso che non riusciva a dormire in pace, «a meno che non uccideva almeno, una mezza dozzina di comunisti ogni giorno». Una delle pratiche di questo sadico era quella che in un tipo di tortura inflitta ai prigionieri, lui ed altri aguzzini pungevano con perni le natiche e gli organi sessuali dei malcapitati. Nel mese di settembre furono deportati a Sonnenburg tre ebrei, un padre di cinquant'anni e i suoi due figli di trenta e venti. Il pretesto per l'arresto fu che avevano sottopagato i loro operai oltre che non versato per quattro settimane la loro assicurazione sociale. Diversi prigionieri udirono i nazisti dire: «che per loro c'erano in serbo alcune cose belle». Questi stessi detenuti possono testimoniare che i tre ebrei sembravano essere in buona salute. Non molto tempo dopo abbiamo sentito urla provenire dalla cantina, dove Adrian e altri nazisti stavano battendo con bastoni e catene di ferro i tre malcapitati. Nonostante le porte fossero chiuse, le loro urla riempirono tutta l'ala orientale, l'ospedale e la parte nord del campo. Quando il pestaggio cessò e vennero fuori, il padre era gravemente ferito mentre le teste dei due figli erano gonfie, con volti così sfigurati che i prigionieri stentarono a riconoscerli. Uno dei due figli chiese il permesso per sedersi e la risposta fu: "Che cosa? desideri sederti, sporco maiale di un ebreo?", quindi fu colpito alla testa con un randello e barcollando cadde a terra, alla fine fu trascinato nella sua cella. Suo fratello ricevé lo stesso trattamento. Alle otto del giorno dopo gli ebrei furono costretti quando giunsero all'aperto, alla tortura della "marcia forzata", svenuti furono portati alla pompa d'acqua, ripresa conoscenza furono costretti alla stessa marcia. Secondo una nuova procedura i criminali e prigionieri degradati erano obbligati a battere gli ebrei, pena: stesso trattamento riservato ai tre. Dopo queste ulteriori violenze, furono ricondotti in cella. Quando furono spente le luci dell'ala delle loro celle, un certo numeri di nazisti andò nella cella dell'ebreo più giovane e si accanì su di lui con una inaudita violenza. La stessa notte i tre cercarono di suicidarsi, uno tagliandosi le vene e due impiccandosi, ma furono salvati all'ultimo momento.
Il libro scritto solo dopo circa un anno dall'apertura del campo, descrive nei minimi particolari il clima di terrore instauratosi nel "giovane" campo e le violenze perpetuate quotidianamente sugli internati. L'autore paragona i maltrattamenti subiti dalla totalità degli internati, alle torture della inquisizione nel Medioevo o a quelle dei carnefici del regime zarista, anzi Vera Nikolaevna Figner aveva scritto un libro in cui descriveva «le diaboliche torture praticate nelle carceri del vecchio regime zarista»: Memorie di un rivoluzionario, ma, queste torture non erano nulla «rispetto a quelle inventate dal Terzo Reich di Adolf Hitler», come quelle di cui era stato lui stesso testimone, a Sonnenburg.
Lo scrittore fu uno dei primi che insieme ad un gruppo di altri prigionieri arrivò a Sonnenburg scortato dalla polizia e da componenti delle truppe d'assalto naziste (Sturmabteilung, SA), era l'aprile del 1933. Descrivendo il suo arrivo, l'autore asserisce di essere stato in piedi, incatenato insieme agli altri sventurati con pesanti catene, per ore ed ore su vetture aperte (le "Grüne Minna", termine popolare che indica le vetture della polizia).
I prigionieri del campo erano, secondo la prefazione del libro, comunisti, socialdemocratici, pacifisti, ebrei, cattolici, protestanti, lavoratori e professionisti di diversa appartenenza politica, invisi al nazionalsocialismo. Appena arrivavano a Sonnenburg alcuni venivano subito eliminati, ma la stragrande maggioranza era destinata a fare i conti con una tortura di stampo medievale. L'autore mette in risalto che a quel tempo a Sonnenburg c'erano lo scrittore Ludwig Renn, il pacifista Carl von Ossietzky e l'attivista politico del Partito Comunista di Germania (KPD), Ernst Thälmann, picchiato con fruste in acciaio e torturato con «altre invenzioni naziste».
(Il "benvenuto" a Sonnenburg)
La descrizione delle torture sui prigionieri a Sonnenburg è duplice, l'autore descrive sia quella psicologica che quella fisica. Il luogo e i carcerieri, ad avviso dello scrittore, esercitavano una pressione psicologica rilevante. Il luogo infatti non aveva acqua potabile. Il giaciglio, il più delle volte, era solo un nudo e freddo pavimento (l'autore e il suo gruppo dormirono infatti sul pavimento) e la paglia, quasi una "beneficenza" fatta dagli aguzzini che accoglievano i nuovi arrivati con una tracotante violenza verbale. Pugni, calci con scarpe chiodate, schiaffi, mazze di legno e di ferro usate per colpire i prigionieri, erano i mezzi con i quali i carnefici si "presentavano" ai malcapitati affinché fosse da subito chiaro per i nuovi arrivati, dove si trovavano. L'autore denuncia anche gravi abusi sessuali subiti dai prigionieri.
L'autore, da testimone oculare, non si limita alla descrizione del modo in cui i nazisti torturavano le loro vittime, ma fa nomi e cognomi dei torturati in una lista dettagliata, o solo nomi molte volte con particolari che identificano l'internato: Litten, Schneller, Obuch, Willi Kisper, il poeta anarchico Erich Mühsam, Warden Paesler, l'ebreo Rudi Bernstein, il pacifista Carl von Ossietzky.
Nella descrizione degli internati l'autore cita anche i nomi dei medici Benjamin ed Erwin Mueller. Quindi cita alcune storie di soprusi riguardanti «un cuoco»; «un minatore del distretto della Ruhr di nome Hans»; di «un giovane operaio»; di «Fritz, uno dei prigionieri del distretto di Lauterbach»; di «un certo Schultz che ha perso un braccio e una gamba nella Guerra mondiale»; di «un certo Zobel».
Non tutti i nazisti di Sonnenburg, secondo l'autore, erano spietati e afferma di aver sentito proprio da questi che per una petizione fatta al ministro Rudolf Diels dagli abitanti del villaggio di Sonnenburg che ben conoscevano le atrocità avvenute nel campo e per le notizie allarmanti diffuse all'estero, Hitler, Göring e Goebbels erano pienamente informati di tutto ciò che accadeva a Sonnenburg. Nonostante tutto nulla fu fatto per migliorare la vita dei prigionieri, anzi i loro maltrattamenti e le torture si intensificarono.
A settembre 200 prigionieri politici giunsero dal campo di Oranienburg, «un carico tragico composto principalmente da vecchi», molti dei quali molto malati. L'autore fa un elenco dei soprusi e violenze compiute su queste persone anziane che di fatto venivano trattati provocatoriamente come se fossero giovani, forti ed in buona salute. Una delle tante storie riguardava il cinismo dimostrato su un vecchio: «La stessa sera diversi nazisti andarono nella sua cella ed eseguirono i più indicibili atti di indecenza su di lui. Poi lo hanno picchiato fino a che non ansimò il suo ultimo respiro. Per farlo sembrare un suicidio, misero la mano della vittima sui suoi organi genitali. Il giorno dopo ridendo a crepapelle, i nazisti raccontavano che il prigioniero si era suicidato «masturbandosi fino all'ultimo momento».

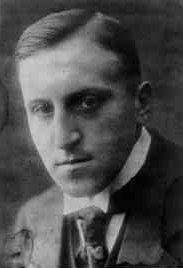
Il Carl von Ossietzky fu internato nel 1933 nel campo di Sonnenburg.

Quando le Black Guards arrivarono a Sonnenburg, oscenità e pratiche omosessuali divennero sempre più comuni. I prigionieri più giovani e più belli erano spesso costretti a masturbarsi in presenza dei nazisti e a mostrare i propri genitali. La maggior parte dei nazisti si comportava vergognosamente e battute oscene erano all'ordine del giorno. I peggiori criminali furono nominati guardie del campo di concentramento. Diversi fra queste guardie, ladri e scassinatori erano già stati prigionieri proprio a Sonnenburg.
Uno dei passatempi preferiti dei nazisti era quello di raccontare al prigioniero che era stato condannato a morte e che la sentenza doveva essere eseguita nell'arco di un'ora. Al prigioniero veniva quindi consigliato di scrivere la sua ultima lettera ai parenti, moglie o figli. Subito dopo questa messinscena incominciava il loro vero divertimento: Si faceva inginocchiare il condannato e, mentre si ricaricavano le pistole, si bendava il condannato. Quindi in punta di piedi i nazisti uscivano dalla cella lasciando solo il prigioniero, quindi subito dopo colpivano violentemente la porta. Colui che attendeva di essere giustiziato spaventato dal rumore dei colpi sulla porta, sveniva e cadendo sul pavimento si procurava serie ferite alla testa, per il tonfo subito.
L'autore descrive anche le restrizioni per i prigionieri politici sui rapporti epistolari: Una lettera di una sola pagina ogni 15 giorni, quindi un rapporto allarmante: Settanta prigionieri a Sonnenburg rischiano in qualche modo la morte. Ma i prigionieri politici, secondo l'autore erano rimasti coerenti con le proprie convinzioni: «lo spirito dei nostri compagni è integro, non hanno rinunciato alla lotta. Nel mese di agosto 1933, quando si suonavano canzoni naziste nel cortile, solo venti o trenta prigionieri sollevarono il braccio per il saluto fascista. Gli altri, rimasero fermi come impietriti, un'ulteriore prova del fallimento dei nazisti che volevano conquistare il cuore e la mente dei prigionieri.»
La conclusione del libro è un appello: «Lavoratori, agricoltori, professionisti, studenti, nelle città e nei villaggi, negli uffici e nelle fabbriche, non si può rimanere sordi a questo appello. C'è una notte oscura che incombe sulla Germania. Contribuite a portare la luce. Aiutaci a guarire le ferite inferte su tutti noi dalla ferocia del regime di Hitler [...], AIUTATECI PRIMA CHE SIA TROPPO TARDI.»
Il libretto è attribuito a Rudolf Bernstein e fu pubblicato per la prima volta a Zurigo e Parigi nel 1934.

## Il massacro del 30 gennaio 1945
Mentre il campo di concentramento di Sonnenburg fu chiuso il 23 aprile 1934, il penitenziario continuò ad esistere come dipendente dall'amministrazione penitenziaria tradizionale. Dall'inizio della seconda guerra mondiale nel 1939 e fino al 1945, invece, il carcere continuò di fatto a funzionare come campo di concentramento e campo di lavoro per persone ritenute antitedesche e provenienti dai paesi occupati.
In quegli anni, fra gli altri, furono imprigionati a Sonnenburg i partigiani Jean-Baptiste Lebas e Bjørn Egge e il resistente e spia francese, René Lefebvre che nel 1944, trovò nel campo, la morte. Tra il 1942 e il 1945 furono imprigionati detenuti provenienti dalla Francia, dal Belgio, dai Paesi Bassi e dalla Norvegia e del Lussemburgo nell'"operazione" Nacht und Nebel. Quando la seconda guerra mondiale stava volgendo al termine e le truppe sovietiche avanzavano verso Sonnenburg, ci fu un massacro di ingenti proporzioni. Nel campo in quel tempo c'erano circa 1000 detenuti.

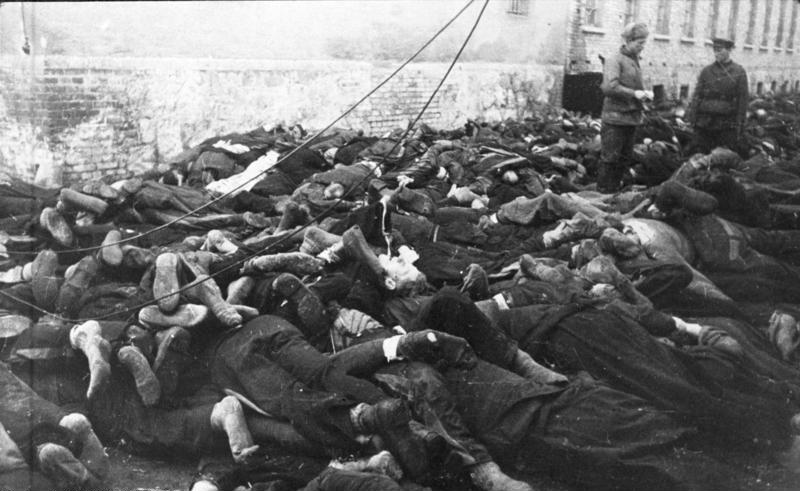
Soldati sovietici tra i prigionieri uccisi a Sonnenburg - marzo 1945.

Nella notte dal 30 al 31 gennaio 1945, verso le ore 22, le guardie scortarono nel cortile del campo a gruppi di dieci, i prigionieri. Venti ufficiali della Gestapo di Francoforte sull'Oder insieme ad una squadra di SS al comando di Wilhelm Nickel (SS-Hauptsturmführer), e per ordine del segretario di Stato Herbert Klemm trucidarono con mitragliatrici che indirizzavano i loro colpi alla nuca, 823 prigionieri di nazionalità belga, olandese, lussemburghese, francese, tedesca e polacca. Le esecuzioni, secondo alcune testimonianze durarono tre ore e si protrassero fino alle ore 1 del 31 gennaio. Dopo il massacro, i nazisti cosparsero i cadaveri di benzina e li bruciarono.
Del massacro furono responsabili principalmente i due capi nazisti Wilhelm Nickel ed Heinz Richte, oltre che il capo della prigione Theodor Knops che compilò la lista dei nomi di quelli che dovevano essere trucidati. Tra le vittime, molti tedeschi appartenenti al KPD e 91 cittadini del Lussemburgo, che avevano disertato dall'esercito tedesco, in quello che fu il più grande omicidio di massa dei lussemburghesi durante la seconda guerra mondiale.
Il 2 febbraio 1945 quando l'Armata Rossa (la 8ª armata) arrivò a Sonnenburg, trovò fra i corpi dei massacrati solo quattro sopravvissuti. Una commissione di inchiesta sovietica tra il 2 e il 10 febbraio fu in grado di identificare alcune delle vittime. I sovietici inoltre fotografarono e filmarono le atrocità del massacro, prove che furono usate in seguito al processo di Norimberga per dimostrare i crimini di guerra perpetuati dal nazismo

## Il processo sul massacro
Dopo il 1945 il "caso Sonnenburg" fu discusso in diversi processi per crimini di guerra, un capo di accusa discusso per la prima volta proprio al Processo di Norimberga dove la carneficina compiuta a Sonnenburg era già conosciuta.
«Organi giudiziari nella zona di occupazione sovietica», di cui Sonnenberg faceva parte, immediatamente dopo la fine della guerra raccolsero le testimonianze di diversi testimoni che descrissero nei particolari non solo i maltrattamenti disumani subiti nel campo ma il coinvolgimento di alcuni personaggi nell'eccidio del 30 gennaio. Come primo risultato l'inchiesta sovietica portò all'arresto del vicedirettore del campo all'epoca del massacro, Georg Runge. Runge fu processato nel 1946 da un tribunale militare sovietico a Rathenow e ritenuto colpevole per quella strage, fu condannato a morte.
Un ulteriore processo, tenutosi presso il tribunale distrettuale di Kiel in Germania iniziato 18 dicembre 1970 e conclusosi il 2 agosto 1971, sortì invece l'idignazione di tutto il mondo per l'assoluzione di due personaggi accusati di essere i veri responsabili del massacro: Heinz Richter, organizzatore dell'esecuzione del massacro, e Wilhelm Nickel, che aveva portato a termine l'esecuzione furono infatti prosciolti dall'accusa di «favoreggiamento di omicidio colposo». Le motivazioni della sentenza furono che i due processati erano troppo vecchi e tutte le testimonianze dei sopravvissuti ritenute "non ammissibili" al fine del procedimento, per cui di nessun valore probatorio.

### La sorte degli altri torturatori
Il dottor Eduard Seidler responsabile della morte di centinaia di prigionieri. Dopo la guerra rimase a Slonsk, riconosciuto da un ex prigioniero del campo, si suicidò.
Molti torturatori di Sonnenburg non furono incriminati. Emil Krause e Wladislaus Tomschek, per esempio, continuarono indisturbati la loro vita fino al pensionamento, lavorando come guardie di sicurezza in centri di detenzione della Repubblica Federale Tedesca.

## Direttori del carcere e del campo di Sonnenburg

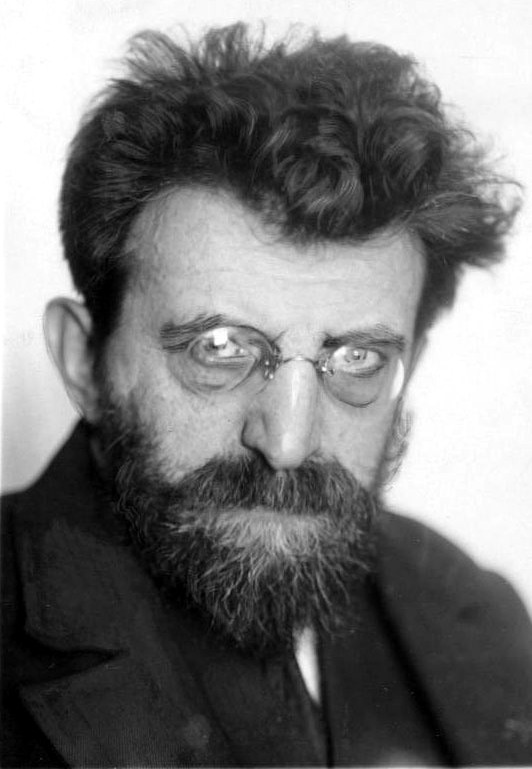
Il poeta anarchico Erich Mühsam.

- Gerhard Paessler
- Joseph Siegmund
- Albert Breuning
- (?) Wagner
- Theodor Knops (1941-1945)

## Prigionieri famosi legati a Sonnenburg
- Carl von Ossietzky, giornalista tedesco, pacifista,  Premio Nobel per la pace 1935
- Erich Mühsam, anarchico e poeta tedesco
- Ludwig Renn, scrittore tedesco
- Ernst Thälmann, attivista politico tedesco
- Jean-Baptiste Lebas, politico francese
- Bjørn Egge, generale norvegese decorato con l'Ordine dell'Impero Britannico
- René Lefebvre, esponente di spicco della Resistenza francese, padre di Marcel Lefebvre
- Hans Litten, avvocato tedesco che difese in importanti processi politici fra il 1929 e il 1932 i diritti di coloro che si opponevano al nazismo
- Georg Benjamin, pediatra e resistente. Fu sterminato a Mauthausen il 26 agosto 1942.

## Sonnenburg nella Memoria
- A Słońsk, in Polonia, un museo, il Muzeum Martyrologii ofiar Obozu Sonnenburg, ricorda la storia del campo e i suoi martiri[24]. Aperto il 28 settembre 1974, esso conserva sia reperti del carcere prussiano costruito nel 1834 che reperti del campo di concentramento dell'epoca nazista. Sulle pareti del museo sono affisse molte targhe dedicate agli internati provenienti da Francia, Paesi Bassi, Lussemburgo, Belgio, Norvegia e Germania.
- L'United States Holocaust Memorial Museum (USHMM) di Washington conserva nei suoi archivi testimonianze orali dei sopravvissuti e fotografie relative al campo di concentramento di Sonnenburg[25].
- Ogni anno il Granducato di Lussemburgo commemora con una cerimonia solenne le 91 vittime di Sonnenburg.[22][20]
- Le vittime della strage nel campo di concentramento di Sonnenburg sono commemorate, ogni anno, anche in Francia e Polonia[17].